# Championnat d'Europe masculin de basket-ball 1935
Navigation
Édition suivante
Le championnat d'Europe de basket-ball 1935 est la 1re édition du Championnat d'Europe de basket-ball qui s'est disputé à Genève en Suisse du 2 au 7 mai 1935. Il s'agit ici de la toute première édition de ce championnat d'Europe. Le premier vainqueur de l'histoire de ce championnat est la Lettonie, victorieuse de l'Espagne sur un score de 24 à 18.

## Tour préliminaire
Avant le début du premier Championnat d'Europe masculin de basket-ball en Suisse, un tour préliminaire fut joué entre l'Espagne et le Portugal à Madrid (Espagne). La rencontre fut arbitrée par l'entraîneur espagnol Mariano Manent.
| 15 avril 1935 |  | Espagne | 33–12 | Portugal |  | Madrid |

## Lieu de la compétition
Les rencontres ont lieu dans le Palais des expositions à Genève en Suisse.

### Premier tour
Le premier tour se joue à élimination directe. 
|  |  | Espagne | 25–17 | Belgique |  |  |

|  |  | Lettonie | 46–12 | Hongrie |  |  |

|  |  | Italie | 42–23 | Bulgarie |  |  |

|  |  | Suisse | 42–9 | Roumanie |  |  |

|  |  | Tchécoslovaquie | 23–21 | France |  |  |

L'Espagne, la Lettonie et la Tchécoslovaquie sont qualifiés pour les demi-finales. Le quatrième qualifié est déterminé par un match d'appui entre la Suisse et l'Italie.
| Match d'appui |  | Suisse | 27–17 | Italie |  |  |

Ce match d'appui est remporté par le pays hôte (Suisse) qui se qualifie alors pour les demi-finales.
La Belgique, la Bulgarie, la France, la Hongrie, l'Italie et la Roumanie sont éliminées au premier tour et reversées dans le tour de classement des places 5 à 10

## Tour de classement

### Places de 5 à 10
|  | Matchs de classement | Matchs de classement |          |          | Places de 5 à 8 | Places de 5 à 8 |  |  | 5e place | 5e place |
|  | Matchs de classement | Matchs de classement |          |          | Places de 5 à 8 | Places de 5 à 8 |  |  | 5e place | 5e place |
|  |                      |                      |          |          |                 |                 |  |  |          |          |
|  |                      |                      |          |          |                 |                 |  |  |          |          |
|  |                      |                      |          |          |                 |                 |  |  |          |          |
|  | Belgique             | 29                   |          |          |                 |                 |  |  |          |          |
|  | Belgique             | 29                   | Bulgarie | 22       |                 |                 |  |  |          |          |
|  | Bulgarie             | 11                   | Bulgarie | 22       |                 |                 |  |  |          |          |
|  | Bulgarie             | 11                   | Hongrie  | 19       |                 |                 |  |  |          |          |
|  |                      |                      | Hongrie  | 19       | Belgique        | 30              |  |  |          |          |
|  |                      |                      |          |          | Belgique        | 30              |  |  |          |          |
|  |                      | France               | 40       |          |                 |                 |  |  |          |          |
|  | France               | France               | 40       | 66       |                 |                 |  |  |          |          |
|  | France               | France               | 29       | 66       |                 |                 |  |  |          |          |
|  | Roumanie             | France               | 29       | 23       |                 |                 |  |  |          |          |
|  | Roumanie             | Italie               | 27       | 23       |                 |                 |  |  |          |          |
|  |                      | Italie               | 27       | 7e place |                 |                 |  |  |          |          |
|  | 9e place             |                      |          |          |                 |                 |  |  |          |          |
|  |                      |                      |          |          |                 |                 |  |  |          |          |
|  |                      |                      |          |          |                 |                 |  |  |          |          |
|  | Hongrie              | 24                   | Bulgarie | 22       |                 |                 |  |  |          |          |
|  | Hongrie              | 24                   | Bulgarie | 22       |                 |                 |  |  |          |          |
|  | Roumanie             | 17                   | Italie   | 35       |                 |                 |  |  |          |          |
|  | Roumanie             | 17                   | Italie   | 35       |                 |                 |  |  |          |          |

### Tour final
|  | Demi-finales    | Demi-finales |          |    | Finale | Finale |
|  | Demi-finales    | Demi-finales |          |    | Finale | Finale |
|  |                 |              |          |    |        |        |
|  |                 |              |          |    |        |        |
|  |                 |              |          |    |        |        |
|  | Lettonie        | 28           |          |    |        |        |
|  | Lettonie        | 28           |          |    |        |        |
|  | Suisse          | 19           |          |    |        |        |
|  | Suisse          | 19           | Lettonie | 24 |        |        |
|  |                 |              | Lettonie | 24 |        |        |
|  |                 | Espagne      | 18       |    |        |        |
|  | Espagne         | Espagne      | 18       | 21 |        |        |
|  | Espagne         |              |          | 21 |        |        |
|  | Tchécoslovaquie | 17           |          |    |        |        |
|  | Tchécoslovaquie | 17           | 3e place |    |        |        |
|  |                 |              |          |    |        |        |
|  |                 |              |          |    |        |        |
|  |                 |              |          |    |        |        |
|  | Suisse          | 23           |          |    |        |        |
|  | Suisse          | 23           |          |    |        |        |
|  | Tchécoslovaquie | 25           |          |    |        |        |
|  | Tchécoslovaquie | 25           |          |    |        |        |

## Classement final

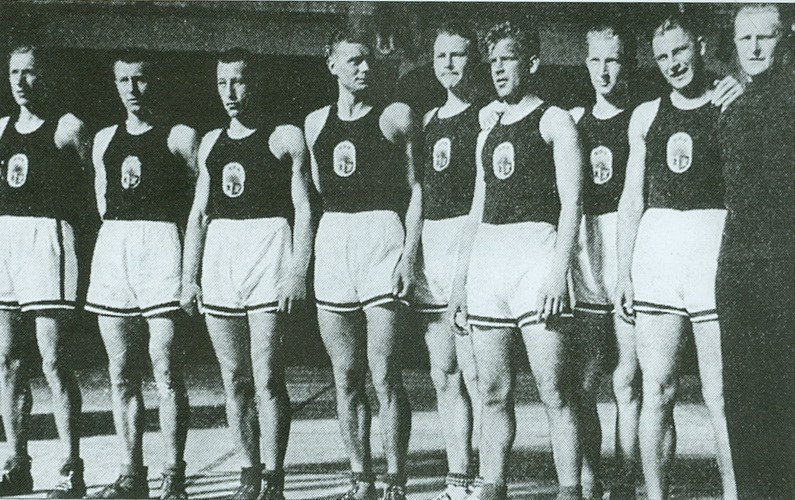
L'équipe de Lettonie vainqueur de l'Euro 1935.

| Rang               | Équipe          |
| ------------------ | --------------- |
| Médaille d'or      | Lettonie        |
| Médaille d'argent  | Espagne         |
| Médaille de bronze | Tchécoslovaquie |
| 4                  | Suisse          |
| 5                  | France          |
| 6                  | Belgique        |
| 7                  | Italie          |
| 8                  | Bulgarie        |
| 9                  | Hongrie         |
| 10                 | Roumanie        |